# Feu Mathias Pascal (film, 1926)
Pour les articles homonymes, voir Feu Mathias Pascal (homonymie).
Pour plus de détails, voir Fiche technique et Distribution.
Feu Mathias Pascal est un film français muet réalisé par Marcel L'Herbier en 1924.

## Synopsis
Mathias Pascal est un jeune intellectuel rêveur et  ruiné. À la fête du village, il déclare sa flamme à Romilda et l'épouse. Mais rapidement, ne supportant plus la vie de famille, il fuit à Monte-Carlo et il s'adonne au jeu.
Une fois fortune faite, il retourne dans son village où on l'a déclaré mort. Il part alors pour Rome et s'invente une nouvelle vie. Il tombe amoureux d'Adrienne, la fille de son logeur. Mais son double vient le hanter !

## Fiche technique

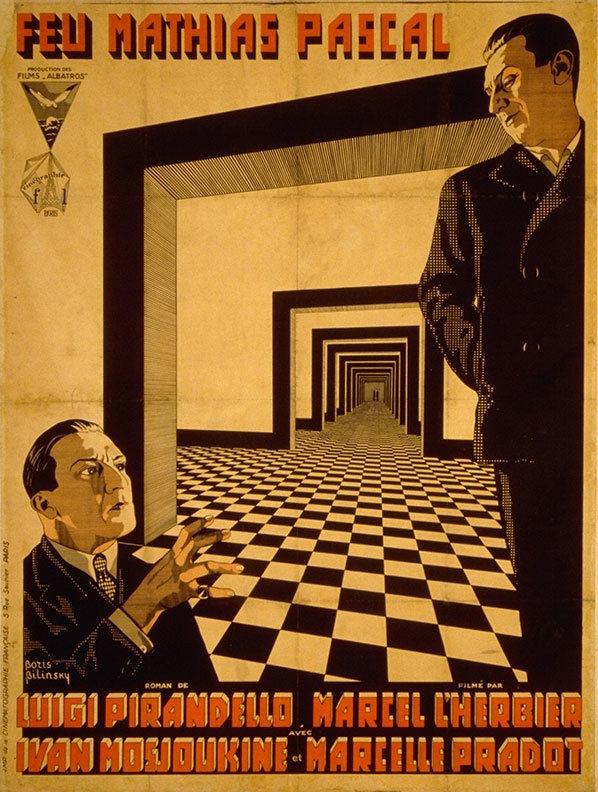
Affiche alternative du film.

Source principale de la fiche technique :
- Titre : Feu Mathias Pascal
- Réalisation : Marcel L'Herbier
- Scénario : Marcel L'Herbier, adapté du roman Feu Mathias Pascal de Luigi Pirandello
- Direction artistique : Erik Aaes, Alberto Cavalcanti et Lazare Meerson
- Musique : J.E. Szyfer
- Photographie : Jimmy Berliet, Fédote Bourgasoff, Paul Guichard, René Guichard, Jean Letort et Nikolas Roudakoff
- Sociétés de production : Albatros, Cinégraphic
- Pays de production :  France
- Format : Noir et Blanc - 1,33:1 - Format 35 mm
- Genre : Comédie dramatique et romance
- Durée : 170 minutes - 192 minutes (version anglaise)[3]
- Réalisation : 1924
- Dates de sortie :
  - France : 12 février 1926
  - États-Unis : 6 mars 1927 (à New York)

### Lieux de tournage
- Monaco : Monte-Carlo
- Italie :

Rome
San Gimignano
- France :

Studio d'Épinay
Studio de Montreuil

## Distribution
- Ivan Mosjoukine : Mathias Pascal, bibliothécaire
- Marcelle Pradot : Romilda Pascal
- Michel Simon : Jérôme Pomino
- Lois Moran : Adrienne Paleari
- Marthe Belot : Mme Pascal, la mère de Mathias
- Pauline Carton : Tante Scholastique
- Solange Sicard : Olive Mesmi
- Philippe Hériat : l'aide assesseur
- Pierre Batcheff : Scipion
- Jaque Catelain : le client de l'hôtel
- Irma Perrot : Sylvia Caporale
- Isaure Douvan : Batta Maldagna
- Georges Térof : l'amoureux du 12, un joueur
- Mireille Barsac : la veuve Pescatore, mère de Romilde
- Jean Hervé : Chevalier Térence Papiano

## Autour du film
- Deux remakes existent : L'Homme de nulle part de Pierre Chenal (1937) et La Double Vie de Mathias Pascal (Le due vite di Mattia Pascal de Mario Monicelli (1985)